# Imageboard
Et imageboard (bogstaveligt "billedtavle") er en type internetforum, der kredser om udstationering af billeder, ofte sammen med tekst og diskussion. De første imageboards blev skabt i Japan (eksempelvis 2channel), hvilket efterfølgende inspirerede til oprettelsen af en række engelsksprogede imageboards, såsom 4chan, Pinterest og Tumblr.
Imageboards bruges til diskussion af en række forskellige emner, selvom imageboards fokus oftest er centreret om billedopslag. Imageboards indeholder oftest separate fora for separate emner og målgrupper. I Japan, hvor imageboards er mere almindelige,  varierer emner meget, lige fra tog til aktuelle nyheder. Det mest populære engelsksprogede imageboards, 4chan, har på samme måde et stort udvalg af emner.